# Ещенко, Лев Вадимович
Лев Вади́мович Е́щенко (1909—1989, Москва) — советский инженер-строитель, лауреат Ленинской премии.

## Биография

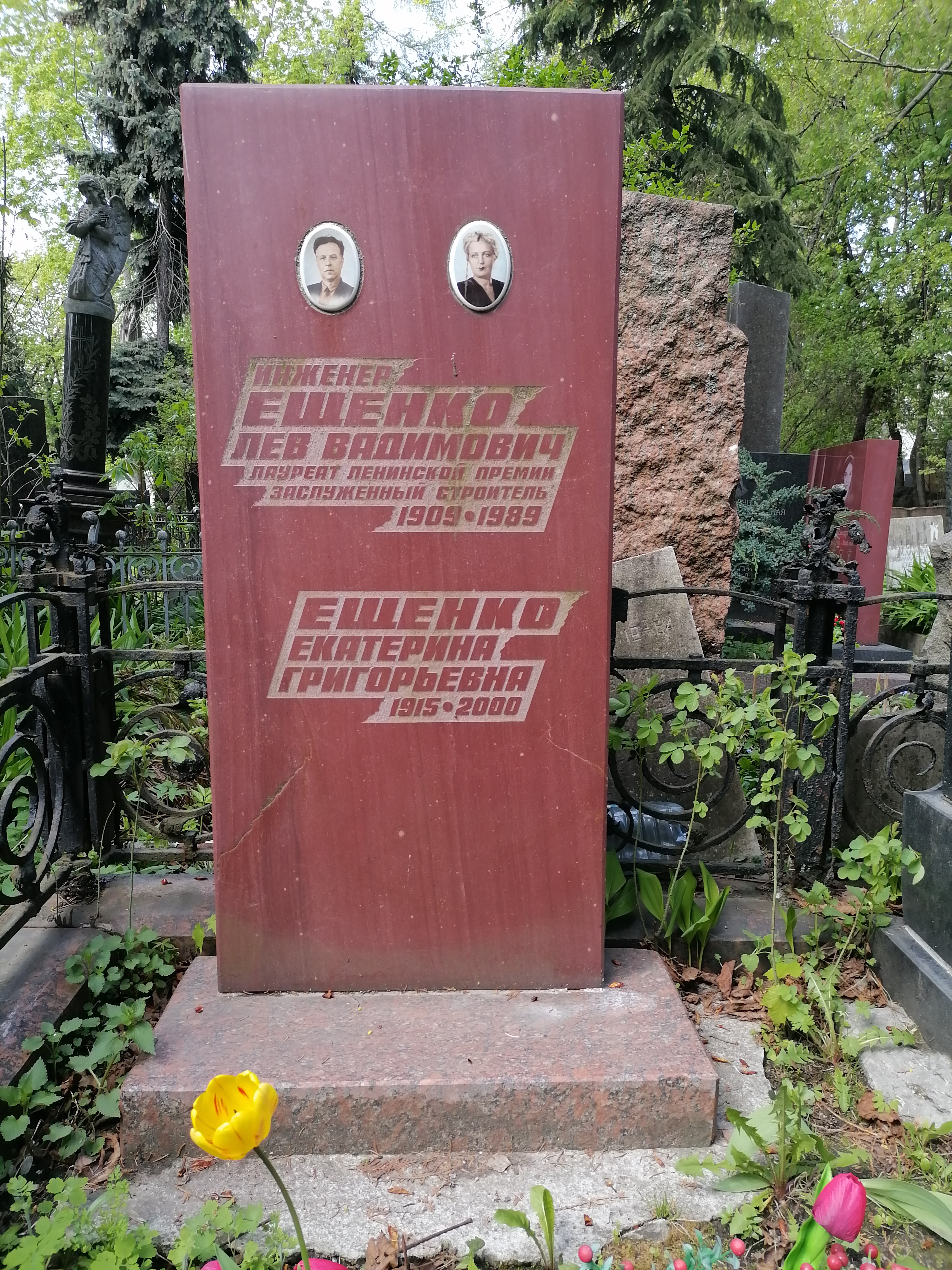
Могила на Новодевичьем кладбище

Сын инженера Вадима Дмитриевича Ещенко (1882—1934).
Во время войны начальник строительства Красногорской ТЭЦ.
С 1954 г. управляющий трестом Мосстрой № 4, в 1960—1966 зам. начальника «Главмосстроя», начальник Управления строительства. Руководил строительством Кремлёвского Дворца съездов.
С 1966 заместитель министра сельского строительства СССР.
Ленинская премия 1959 года — за решение крупной градостроительной задачи скоростной реконструкции и благоустройства района Лужников города Москвы и создание комплекса спортивных сооружений Центрального стадиона имени В. И. Ленина.
Заслуженный строитель РСФСР (1971). Награждён орденами и медалями.
Делегат XXII съезда КПСС (1961).
Похоронен на Новодевичьем кладбище (1-й участок).